# 葡萄牙—烏克蘭關係
葡萄牙－烏克蘭關係是葡萄牙和乌克兰之间的外交关系。1991年，葡萄牙承认乌克兰独立。两国于1992年建立外交关系。葡萄牙在基辅设有大使馆。乌克兰在里斯本设有大使馆和名誉领事馆，在波尔图也有领事馆。
这两个国家都是欧洲安全与合作组织和欧洲理事会的正式成员。